# 臺南市北門區北門國民小學
臺南市北門區北門國民小學，是一所位於臺灣臺南市北門區之市立國民小學，成立於1901年，時稱「北門嶼公學校」。

## 沿革
- 1901年1月12日設校，稱北門嶼公學校。
- 1911年2月10日，修業年限縮短為4年。
- 1919年4月7日，修業年限復原為6年。
- 1920年4月1日，設立蚵寮分教場。
- 1922年4月1日，設立溪底寮分教場。
- 1922年4月24日，更名為北門公學校。
- 1928年4月1日，溪底寮分教場獨立。
- 1929年4月1日，蚵寮分教場獨立。
- 1941年4月1日，因臺灣教育令修正，更名為北門南國民學校。
- 1946年2月1日，戰後更名為臺南縣北門鄉第一國民學校。
- 1947年2月10日，更名為臺南縣北門鄉北門國民學校。
- 1956年8月1日，設置玉港分校。
- 1961年8月1日，玉港分校獨立，校名為玉湖國民學校。
- 1962年8月1日，設立永華分班。
- 1963年8月1日，永華分班升格永華分校。
- 1968年8月1日，因實施九年國民義務教育，更名為臺南縣北門鄉北門國民小學。
- 1969年8月1日，永華分校獨立，改名為永華國民小學。
- 1987年8月1日，永華國小併入，是為永華分校。
- 1989年8月1日，永華分校改為永華分班。
- 1994年8月1日，永華分班併入該校。
- 2003年8月1日，玉湖國小併入該校為玉湖分校。
- 2010年12月25日，因臺南縣市合併改制直轄市，更名為臺南市北門區北門國民小學。

### 歷任校長
日治時期
戰後
| 任次 | 姓名   | 任期                          | 備註                       |
| ---- | ------ | ----------------------------- | -------------------------- |
| -    | 林深池 | 1946年1月10日－1947年1月9日   | 臺灣省行政長官公署訓導代理 |
| 2    | 黃炳南 | 1947年1月10日－1947年3月27日  |                            |
| 3    | 莊碧牛 | 1947年3月28日－1961年9月12日  |                            |
| 4    | 高明德 | 1961年9月13日－1986年8月29日  |                            |
| 5    | 陳輝清 | 1968年8月30日－1972年10月31日 |                            |
| 6    | 陳慶煌 | 1972年11月1日－1976年7月31日  |                            |
| 7    | 陳再添 | 1976年8月1日－1980年8月31日   |                            |
| 8    | 黃銘堂 | 1980年9月1日－1982年8月31日   |                            |
| 9    | 吳昆野 | 1982年9月1日－1986年7月8日    |                            |
| -    | 黃文雄 | 1986年7月9日－1987年8月6日    | 教導主任代理               |
| 10   | 楊正和 | 1987年8月7日－1995年2月28日   |                            |
| 11   | 蔡三獻 | 1995年3月1日－2001年7月31日   |                            |
| 12   | 戴己川 | 2001年8月1日－2009年7月31日   |                            |
| 13   | 黃明裕 | 2009年8月1日－2013年7月31日   |                            |
| 14   | 呂宗憲 | 2013年8月1日－2020年7月31日   |                            |
| 15   | 姜秋蘭 | 2020年8月1日－2024年7月31日   |                            |
| 16   | 李宜學 | 2024年8月1日至今              |                            |

## 外部連結
- 臺南市北門區北門國民小學